# Mesoptyelus coreanus
Mesoptyelus coreanus är en insektsart som beskrevs av Matsumura 1940. Mesoptyelus coreanus ingår i släktet Mesoptyelus och familjen spottstritar. Inga underarter finns listade i Catalogue of Life.